# جورج هال (سياسي أمريكي)
جورج هال هو سياسي أمريكي، ولد في 8 يناير 1788 في الولايات المتحدة، وتوفي في 7 يناير 1868. نشط حزبياً في حزب اليمين. وقد انتخب نائب حاكم ماساتشوستس ‏ (1836 – 17 يناير 1843).